# 劉章 (成化進士)
劉章（1453年—？），字德潤，直隸隆慶州人，民籍，明朝政治人物。

## 生平
順天府鄉試第四十七名舉人。成化二十三年（1487年）中式丁未科會試第二百七十七名，三甲第一百零九名進士。正德中官江西南康府知府，七年八月因府县被贼寇劫掠，被逮问。

## 家族
曾祖劉思温；祖父劉鐸；父劉欽，前母衛氏；母王氏。具庆下。弟奇。